# العبار
ال عبار یک منطقهٔ مسکونی در کشور عربستان سعودی است که در استان مکه واقع شده‌است.